# Regina Maris (1970)
Pour le trois-mâts goélette américain de 1908, voir Regina Maris (1908).
Le Regina Maris est une goélette à trois mâts allemande, construite en 1970.

## Histoire
Initialement construite pour la pêche en mer du Nord, le bateau a été transformé en goélette à trois mâts à hunier en 1990 pour devenir un voilier-charter.
Le Regina Maris possède un pont très spacieux pouvant accueillir 70 à 80 passagers en croisière à la journée.
Avec ses 10 cabines à 2 ou 4 personnes, il propose des croisières en mer Baltique pour 36 personnes maxi.
Il était présent à la 5e édition de la fête maritime internationale de Brest 2008. Son nouveau port d'attache est Kiel ; il était présent aux Tonnerres de Brest 2012 ainsi qu'à Brest 2016. Il sera également présent lors de Brest 2024.